# NGC 5107
NGC 5107 је спирална галаксија у сазвежђу Ловачки пси која се налази на NGC листи објеката дубоког неба.
Деклинација објекта је + 38° 32' 18" а ректасцензија 13h 21m 24,4s. Привидна величина (магнитуда) објекта NGC 5107 износи 13,1 а фотографска магнитуда 13,8. Налази се на удаљености од 20,465 милиона парсека од Сунца. NGC 5107 је још познат и под ознакама UGC 8396, MCG 7-28-1, MK 1346, IRAS 13191+3847, CGCG 217-33, CGCG 218-3, KUG 1319+387, PGC 46636.